# Ignacy Grabowski (pisarz)
Ignacy Grabowski (ur. 26 lipca 1866 w Ogorzelicach, zm. 29 stycznia 1933 w Zalesiu k. Warszawy) – polski dramatopisarz, nowelista i publicysta, ideolog rasistowski i działacz faszystowski.

## Życiorys
Urodził się w rodzinie ziemiańskiej o tradycjach patriotycznych jako syn Józefa Grabowskiego h. Oksza (zm. 1898) i Feliksy lub Felicji z Ciurzyńskich (zm. 1895). Ukończył Gimnazjum Gubernialne w Płocku. Studiował na Wydziale Przyrodniczym Cesarskiego Uniwersytetu Warszawskiego i na Wydziale Rolniczym École de Chimie w Miluzie w Cesarstwie Niemieckim, nawiązując kontakty ze środowiskiem prawicy nacjonalistycznej.
Po powrocie zajął się odziedziczonym majątkiem Kędzierzyn w powiecie płockim. W 1890 ożenił się ze Stanisławą z Iżyckich h. Bończa. W 1898 ogłosił tłumaczenie Katechizmu chemii rolnej Eugena Wildta (1884). W 1903 rozpoczął publikowanie na łamach „Kuriera Warszawskiego” serii felietonów o charakterze persyflażu, a w 1904 opublikował przekład Poczwórnego źródła twierdzenia o podstawie dostatecznej Arthura Schopenhauera. Od 1903 do 1905 był pochodzącym z wyboru sędzią gminnym, przyczynił się do wprowadzenia języka polskiego do sądów gminnych podczas rewolucji 1905 roku. W 1905 był wśród współpracowników wykupionego przez Stronnictwo Narodowo-Demokratyczne „Gońca Porannego i Wieczornego”. Był więziony w okresie reakcji stołypinowskiej, w 1908–1909 przez rok przebywał w Krakowie w austriackiej Galicji, gdzie wystawił niewydane sztuki Rodzeństwo oraz Niewierny Tomek. 
Po powrocie do Królestwa Polskiego porzucił życie ziemiańskie i osiedlił się w Warszawie, w latach 1909–1914 był jednym z najbardziej wpływowych publicystów „Kuriera Warszawskiego” i „Tygodnika Ilustrowanego”. W 1909 jego zbiór felietonów z „Kuriera Warszawskiego” ukazał się jako Pamiętniki Rupiecia w serii Biblioteka Dzieł Wyborowych Franciszka Granowskiego z przedmową Adolfa Nowaczyńskiego. Grabowski opublikował wówczas także cykl prasowy Czarna dama (1909) i głośny dramat Grunwald (1910), otrzymał nagrodę w konkursie im. Juliusza Słowackiego za komedię heroiczną Sokół (1910). W 1912 był członkiem komitetu wyborczego Romana Dmowskiego do IV Dumy Państwowej. Po 1912 stał się obok Stanisława Pieńkowskiego głównym polskojęzycznym eksponentem światopoglądu rasistowskiego. Na łamach powołanych w tym celu dzienników „Dzień” (1914) i „Gazeta Poranna 2 Grosze” (1914–1915) propagował bojkot Żydów.
W 1915 pod wpływem ofensywy niemieckiej w I wojnie światowej udał się na emigrację do Rosji, gdzie pozostał do 1918. Przebywając głównie w Kijowie, od 1917 redagował publikacje propagandowe adresowane do żołnierzy dowodzonego przez gen. Józefa Dowbora-Muśnickiego I Korpusu Polskiego w Rosji. W 1918 otrzymał stanowisko naczelnego oficera oświatowego w 3 Dywizji Strzelców Polskich gen. Wacława Iwaszkiewicza.
Po przyjeździe do niepodległej Polski włączył się w akcję plebiscytową na Mazurach i na Górnym Śląsku, gdzie był współtwórcą i redaktorem związanego z Obywatelskim Komitetem Wykonawczym Obrony Państwa gen. Józefa Hallera pisma „Strażnica”. W 1921 wziął udział w założeniu tygodnika „Myśl Narodowa” i do 1922 był jego redaktorem naczelnym. 
Bezpośrednio po zabójstwie prezydenta Gabriela Narutowicza w grudniu 1922 współzałożył konspiracyjną grupę faszystowską Zakon Rycerzy Prawa, której celem było przeprowadzenie przewrotu na wzór włoski i napisał jej program ideowy. Wraz z zamożnym malarzem polonijnym Zygmuntem Iwanowskim i posłem Polskiego Stronnictwa Chrześcijańskiej Demokracji Ludomirem Czerniewskim tworzył niejawne kierownictwo tej organizacji, ale na tle rozdźwięku z Iwanowskim, który występując w imieniu Ignacego Paderewskiego zamierzał oprzeć ZRP na amerykańskim wolnomularstwie, już w sierpniu 1923 przystąpił na czele grupy zwolenników do Zakonu Polskich Faszystów gen. Gustawa Macewicza, a we wrześniu 1924 opuścił definitywnie ZRP. Współpracował także z innymi skrajnie prawicowymi ugrupowaniami – z Organizacją Monarchistów Polskich i Stowarzyszeniem Samopomocy Społecznej.
Przełożył na język polski trzy wczesne teksty propagandy nazistowskiej, wydane nakładem Księgarni Perzyński, Niklewicz i S-ka: w 1922 Księgę win Judy (niemieckie porachunki) Paula Banga (1919) oraz wiersz Grabarze Rosji Dietricha Eckarta, wydany z przedmową ideologa NSDAP Alfreda Rosenberga, a w 1923 broszurę Rosenberga Bolszewizm, głód, śmierć!!! (1922).
Do połowy lat 20. publikował na łamach „Myśli Narodowej” oraz pism monarchistycznych „Pro Patria” i „Patria”. Współpracował jako krytyk literacki z ukazującym się od 1927 katolickim tygodnikiem „Tęcza”.
Pod koniec lat 20., pracując jako urzędnik w Najwyższej Izbie Kontroli, ograniczył aktywność publiczną. Ostatnie lata spędził w mieście ogrodzie Zalesie pod Warszawą, gdzie zmarł. Pochowany na cmentarzu w Jazgarzewie.

## Publikacje

### Dramaty i powieści
- Franek Cygan. Komedja tragiczna, obrazów 5, S. Demba, Warszawa 1904
- Król Stanisław August, Księgarnia Naukowa, Warszawa 1908
- Czarna dama. Nowele, Synowie Samuela Orgelbranda, Warszawa 1909
- Niewierny Tomek. Komedja stylowa w 6-ciu obrazach, Warszawa 1909
- Grunwald, Synowie Samuela Orgelbranda, Warszawa 1910
- Sokół. Komedya heroiczna z czasów renesansu polskiego w 6 obrazach, Gebethner i Wolff, Warszawa 1910
- Granum salis, Książki Ciekawe, Warszawa 1922
- Przysięga trzech. Romans dziejowy, Perzyński i Niklewicz, Warszawa 1922
- Niewolnicy Europy. Powieść, Warszawa 1925

### Publicystyka
- W sprawie żydowskiej. Niewdzięczni goście, Warszawa 1912
- Credo. Studyum psychologiczno-polityczne, nakład własny, Kijów 1917
- Dla Żydów – Palestyna, Polski Posterunek Wydawniczy „Placówka”, Warszawa 1918
- Sprawa agrarna, Liberum Veto, Warszawa 1919
- Ideologja 1-go Korpusu Polskiego (z wierszem Walentego Zielińskiego), Polski Posterunek Wydawniczy „Placówka”, Warszawa 1921
- Masonerja, Biblioteka Dzieł Wyborowych, Warszawa 1922
- Rady Machiavella, Pro Patria, Warszawa 1927
- Dyktator Sylla, Polska Spółdzielnia Wydawnicza, Warszawa 1928